# Monmouth (Regno Unito)
Monmouth (in gallese  Trefynwy, città sul Monnow) è una comunità del Regno Unito, capoluogo della contea gallese del Monmouthshire.
Si trova nel Galles sudorientale alla confluenza dei fiumi Wye, Monnow e Trothy.

## Storia
Monmouth è anche ricordata, in campo militare, per la continua presenza dei suoi reggimenti nell'esercito britannico.

## Monumenti
La città ospita un ponte di pietra del XIII secolo, il Monnow Bridge. Il Savoy Theatre in Church Street è uno dei più antichi teatri in tutto il Galles. Splendide sono anche le rovine del Monmouth Castle (iniziato a costruire nel 1067 da William FitzOsbern, 1º Conte di Hereford, poi ampliato da Edmund Crouchback, Conte di Lancaster e figlio di re Enrico III, e da Enrico Plantageneto, I duca di Lancaster; fu una delle sedi più amate da re Enrico IV Bolingbroke ed è qui che nacque il suo erede Enrico di Monmouth, futuro Enrico V.

## Monmouthpedia
Monmouth è il centro di MonmouthpediA, il primo progetto Wikipedia GLAM che ricopre un'intera località creando voci di Wikipedia sulle caratteristiche e aspetti degni di nota.
Esso utilizza i QRpedia per consegnare gli articoli agli utenti, in inglese, gallese o lingue alternative.

## Amministrazione

### Gemellaggi
- Carbonne
- Waldbronn